# 메네스

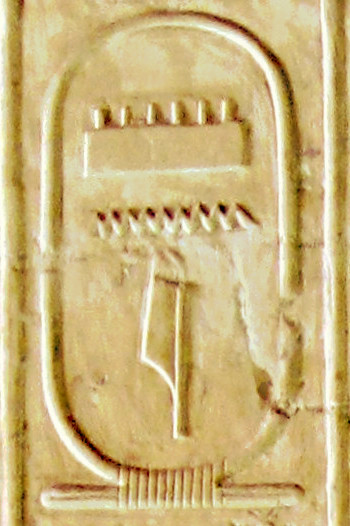

메네스는 이집트 파라오의 이름으로 그는 기원전 3100년경 이집트 제1왕조를 창건하였다. 메네스는 고대 로마의 로물루스와 레무스와 흡사한 전설적인 왕이다.
고대 이집트의 전설은 메네스가 상하이집트를 통합하여 중앙 집권적인 왕조를 창건하였다고 전한다.
그는 신 호루스에게서 왕좌를 상속받았다. 헤로도투스는 그를 민이라고 하였다.
메네스는 멤피스를 창건하고 이집트의 수도로 하였다. 마네토에 따르면, 메네스는 62년간 다스렸고 하마 때문에 죽었다고 알려져 있다.

## 같이 보기
- 호르-아하
- 민 (이집트 신화)
- 미노스
- 마누

## 참고
1. ↑  Gerald Leinwand (1986). 〈Prologue: In Search of History〉. 《The Pageant of World History》. Allyn & Bacon. 11~12쪽. ISBN 9780205086801. By 2850 B.C., Lower Egypt (where the Nile Delta empties into the Mediterranean) and Upper Egypt (the Nile River Valley) were joined into one country. It was ruled by Pharaoh Menes.
2. ↑  Menes (king of Egypt) - Britannica Online Encyclopedia

## 참고 문헌
- Heagy, Thomas C. (2014), “Who was Menes?”, 《Archeo-Nil》 24: 59–92, 2017년 9월 1일에 원본 문서에서 보존된 문서, 2017년 10월 26일에 확인함 (영어)